# 국립신미술관

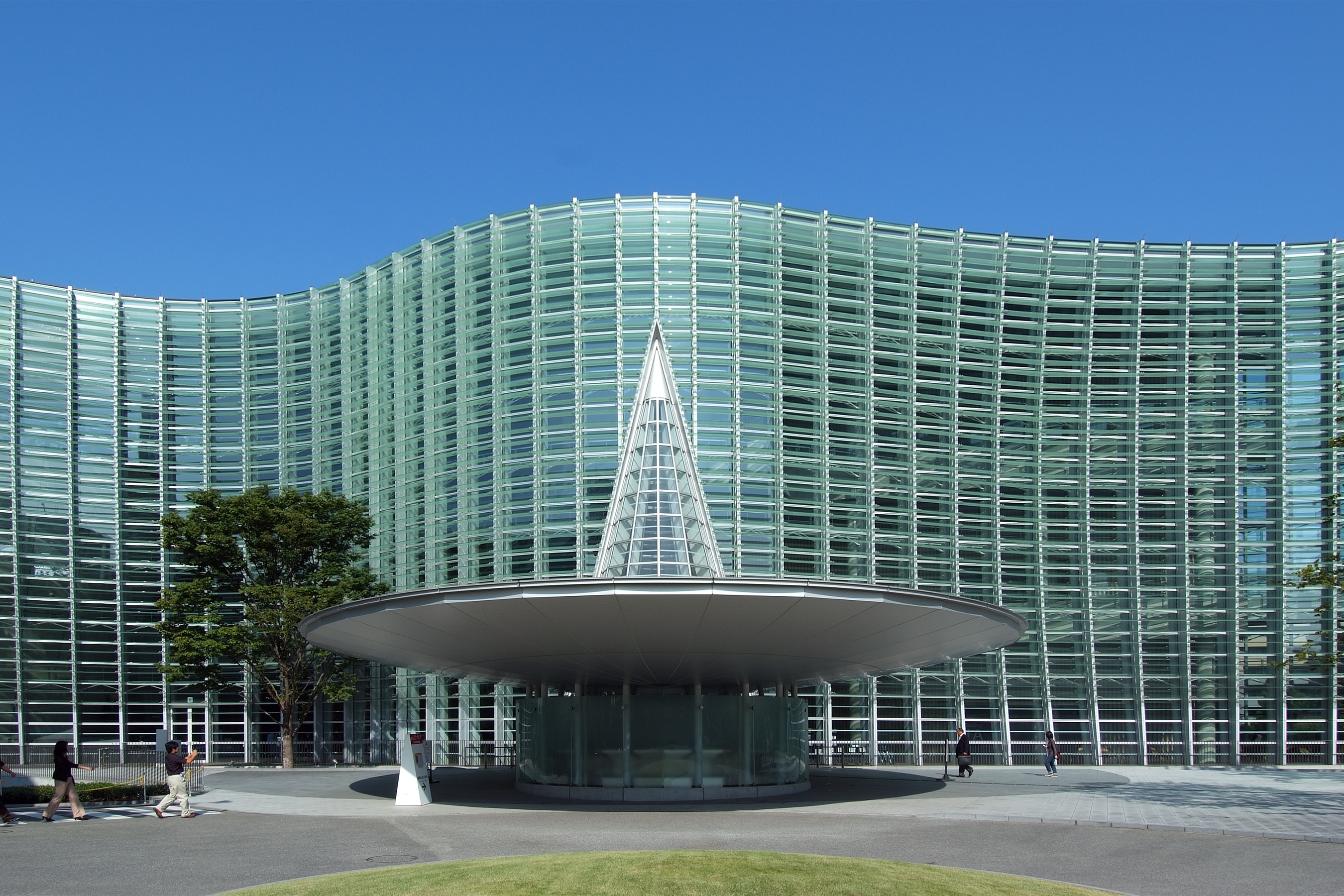
국립신미술관

국립신미술관(일본어: 国立新美術館, こくりつしんびじゅつかん 고쿠리츠신비쥬츠칸[*])은 일본 도쿄도 미나토구 롯폰기에 있는 미술관이다. 2007년 1월 21일 개관하였으며, 구로카와 기쇼가 설계한 작품이자 그의 유작이다. 높이 20m가 넘는 실내에는 뒤집힌 원뿔 모양의 구조물로 유명하다.
국립신미술관의 컨셉은 '숲속의 미술관'이며 설립목적은 전시회 개최와 정보수집 공개, 그리고 교육 보급이 있다. 관내에는 뮤지엄 숍과 레스토랑, 카페 등이 별도로 존재하며, 특히 미슐랭 가이드 최고 등급인 별 3개를 받은 프랑스 요리사 폴 보퀴즈가 운영하는 레스토랑 브라세리 폴 보퀴즈가 있다.
독립행정법인 국립미술관 소속 미술관 중에서는 유일하게 소장품 컬렉션이 없고 기획전시만 이뤄지기 때문에 영어명은 'museum'이 아닌 'art center'라 하여 'The National Art Center Tokyo'라 부르고 있다. 주소는 〒106-0032 도쿄도 미나토구 롯폰기 7-22이다.

## 역사

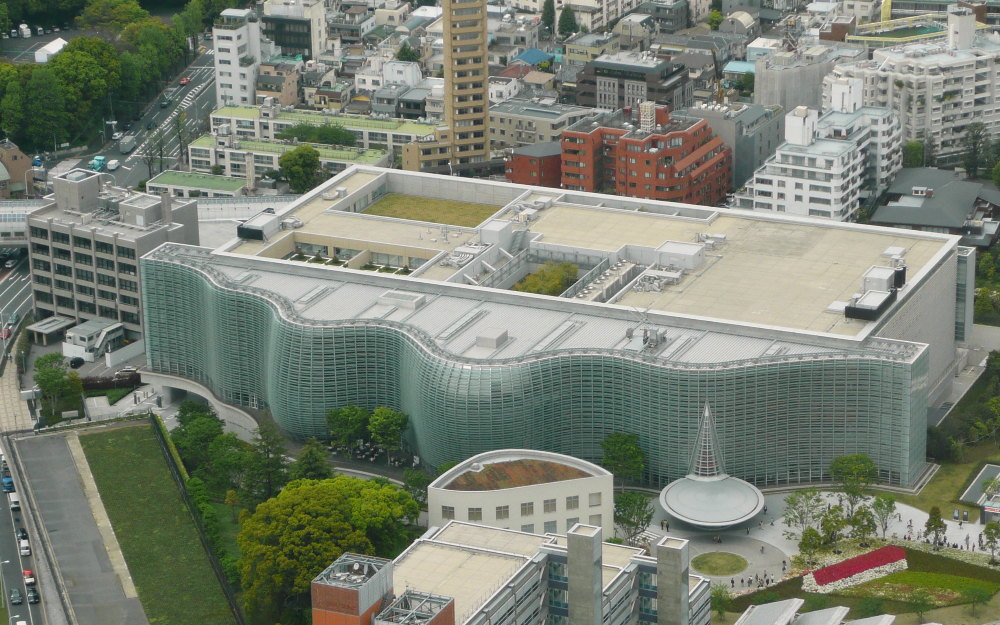
롯본기 힐즈 모리타워에서 바라본 국립신미술관

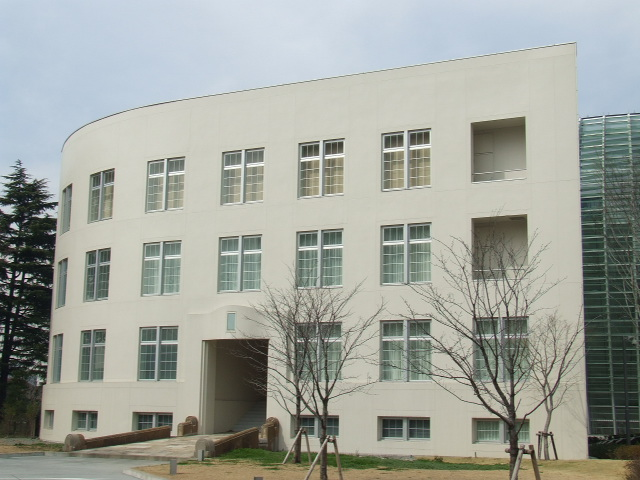
국립신미술관 별관

일본 문화청 국립신미술관 설립준비실과 독립행정법인 국립미술관이 주체가 되어 도쿄 대학 생산기술연구소 부지 (구 일본군 보병 제3연대 주둔지 터)에 건설된 미술관으로, 역대 관장은 문부과학성 장관이 대대로 맡아왔다. 1977년에 개관한 국립국제미술관 이후 30여년 만에 지어진 국립미술관이기도 하다. 또 연면적으로는 기존의 최대규모였던 오츠카 국제미술관의 약 1.5배에 달해, 일본 최대 크기의 미술관이기도 하다.
1996년 국립미술관 건립 계획이 수립되었고, 2002년에 본 건물이 착공되었다. 2003년 6월에는 정식 명칭을 '국립신미술관'으로 결정하였으며, 2006년 6월 14일에 준공하였다. 이후 2007년 1월 21일에 개관하였다. 2010년 9월 3일부로는 방문자수 1000만명을 돌파하였다.

## 건물
설계는 닛폰 설계와 구로카와 키쇼가 맡았으며, 시공은 가시마 건설에서 진행하였다. 부지면적은 30,000m²에 연면적 47,960m², 최고높이는 32.5m이다. 건물의 정면에는 녹색 광장과 유리창의 밝은 외관이 관객을 맞이하며, 건물 뒷면에는 동시다중으로 진행되는 공모작품의 반입과 개봉, 심사위원 심사 등을 원활히 할 수 있도록 트럭용 플랫폼, 백야드, 우수한 환경의 심사회장, 심사위원 대기실 등이 설치되어 있다.
앞마당에는 역사공간으로 기획되어 있는데 2·26 사건 이전의 보병제3연대 병영이 일부 보존되어 있다. 제2차 세게 대전 후 도쿄 대학 생산기술연구소 등으로 사용되던 곳으로 연구소가 고마바로 이전한 뒤에는 철거할 계획이었으나 보존을 요구하는 목소리가 높아 일부분을 남겼다.
국립신미술관의 로고는 한자 '新'의 글자를 이미지화한 것으로, 붉은 직선으로 재구성하였으며 아트 디렉터 사토 가시와가 디자인하였다.

## 내부사진

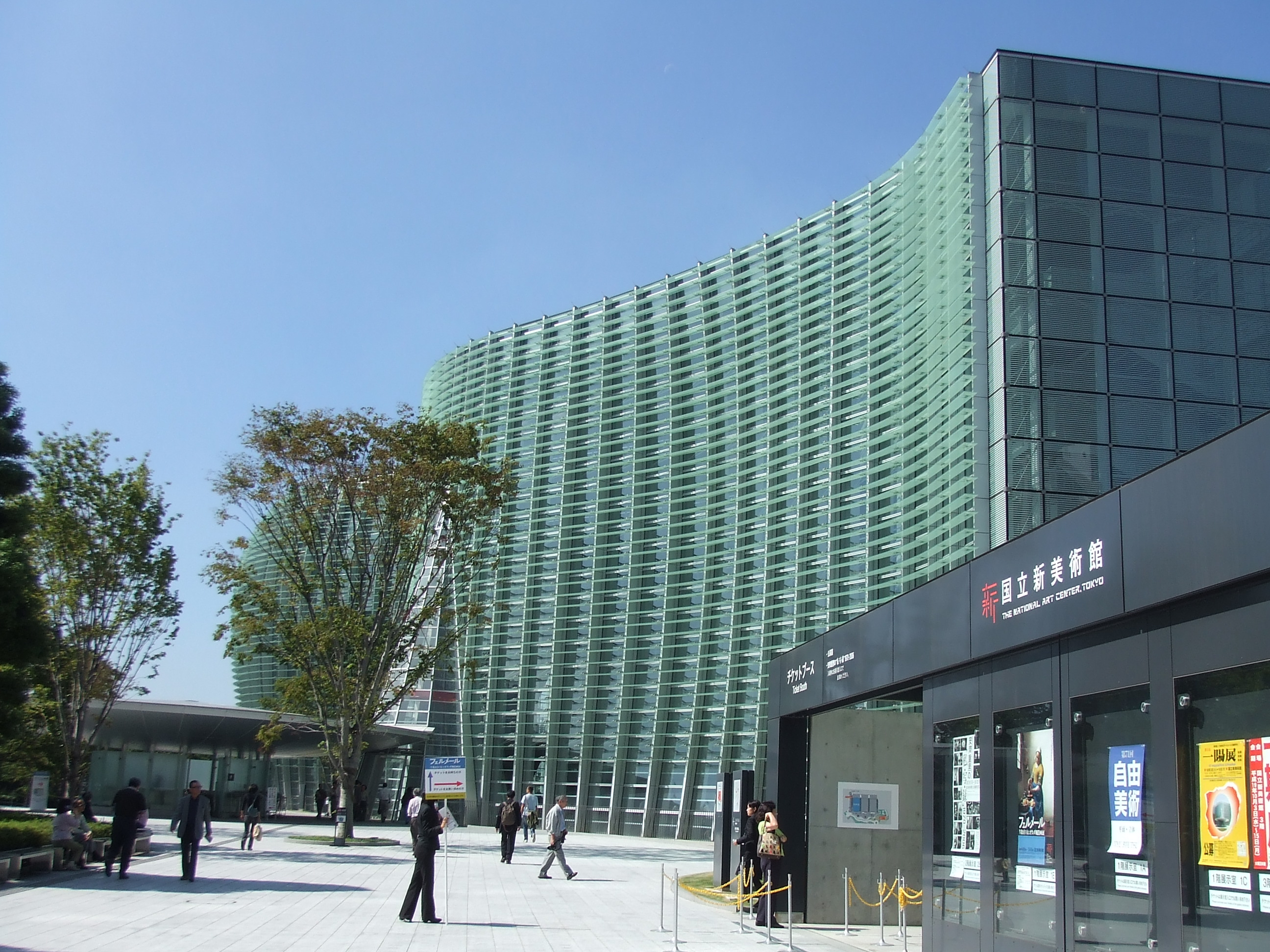
정면 입구 부근 (2007년）
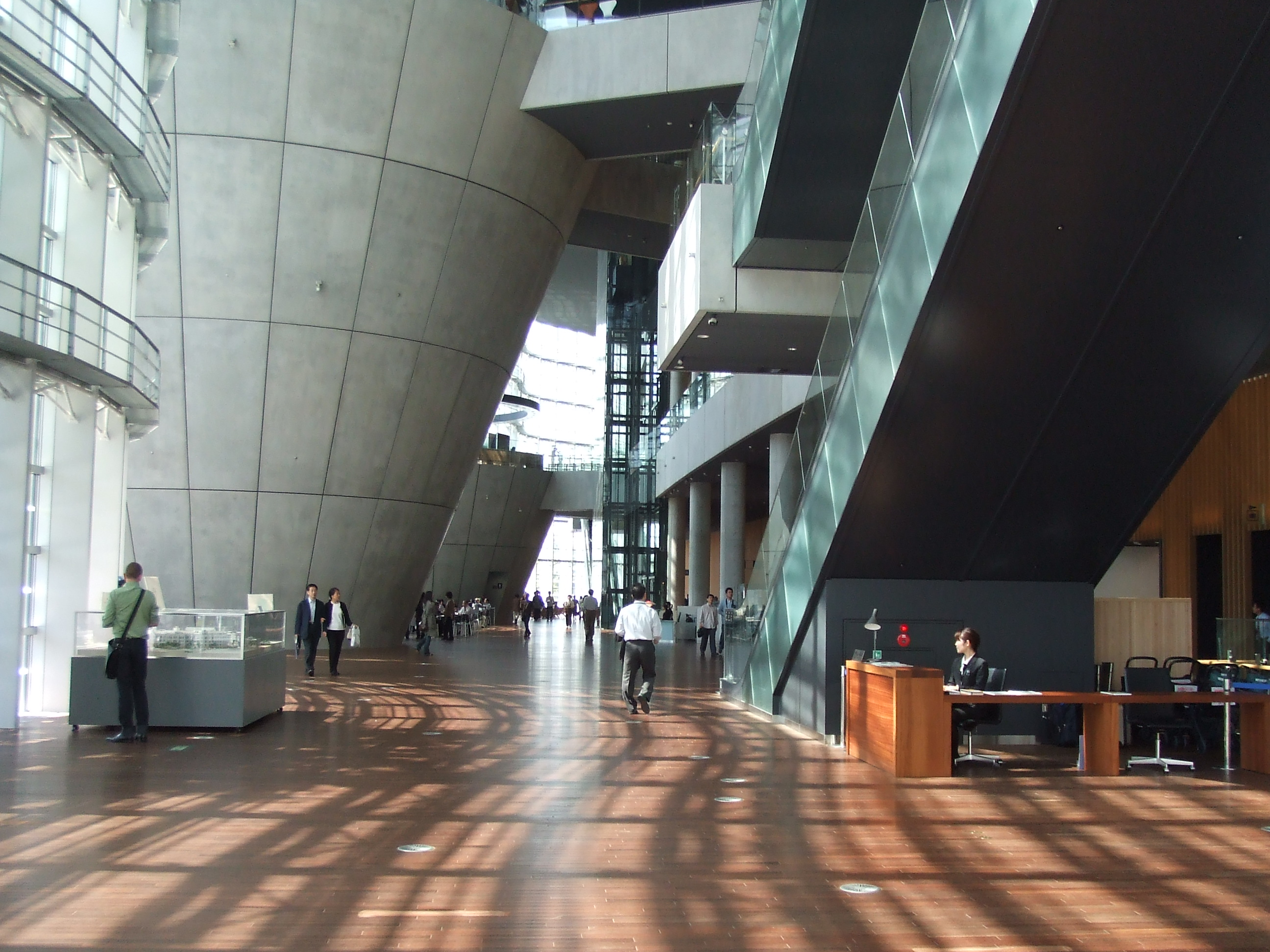
정면 입구에서 관내로 들어왔을 때 모습
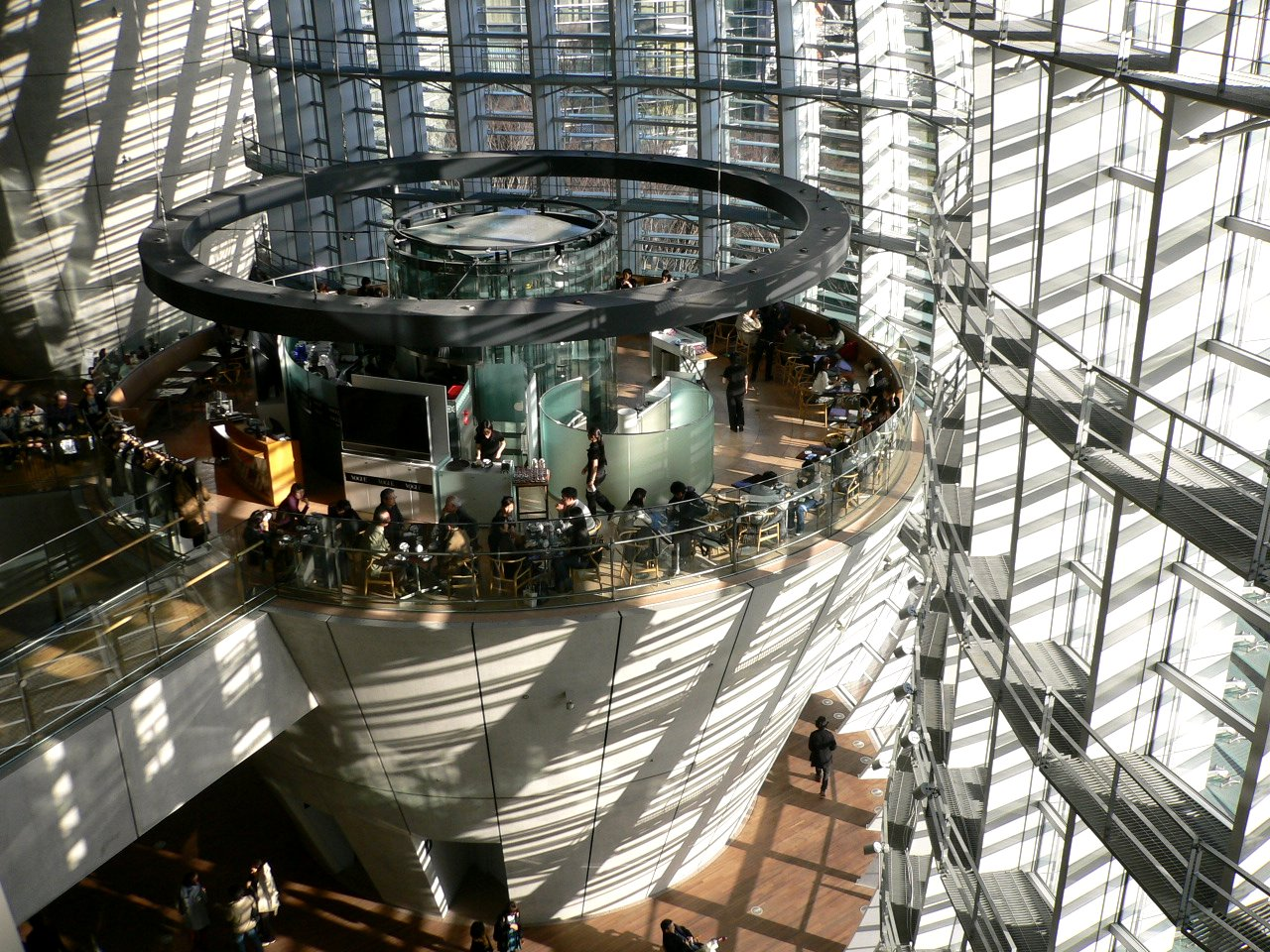
거대한 역원뿔 모양의 레스토랑
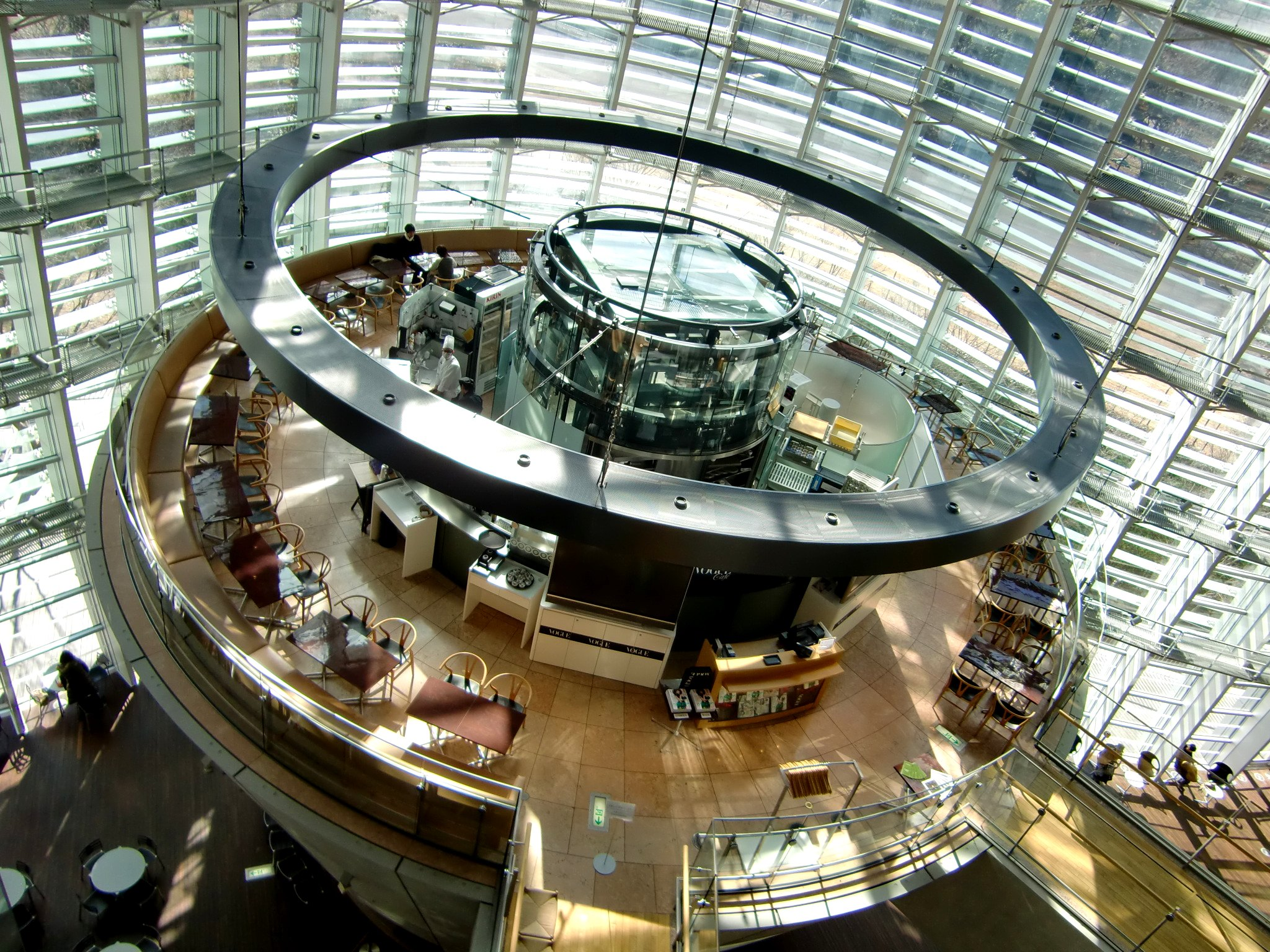
거대 레스토랑
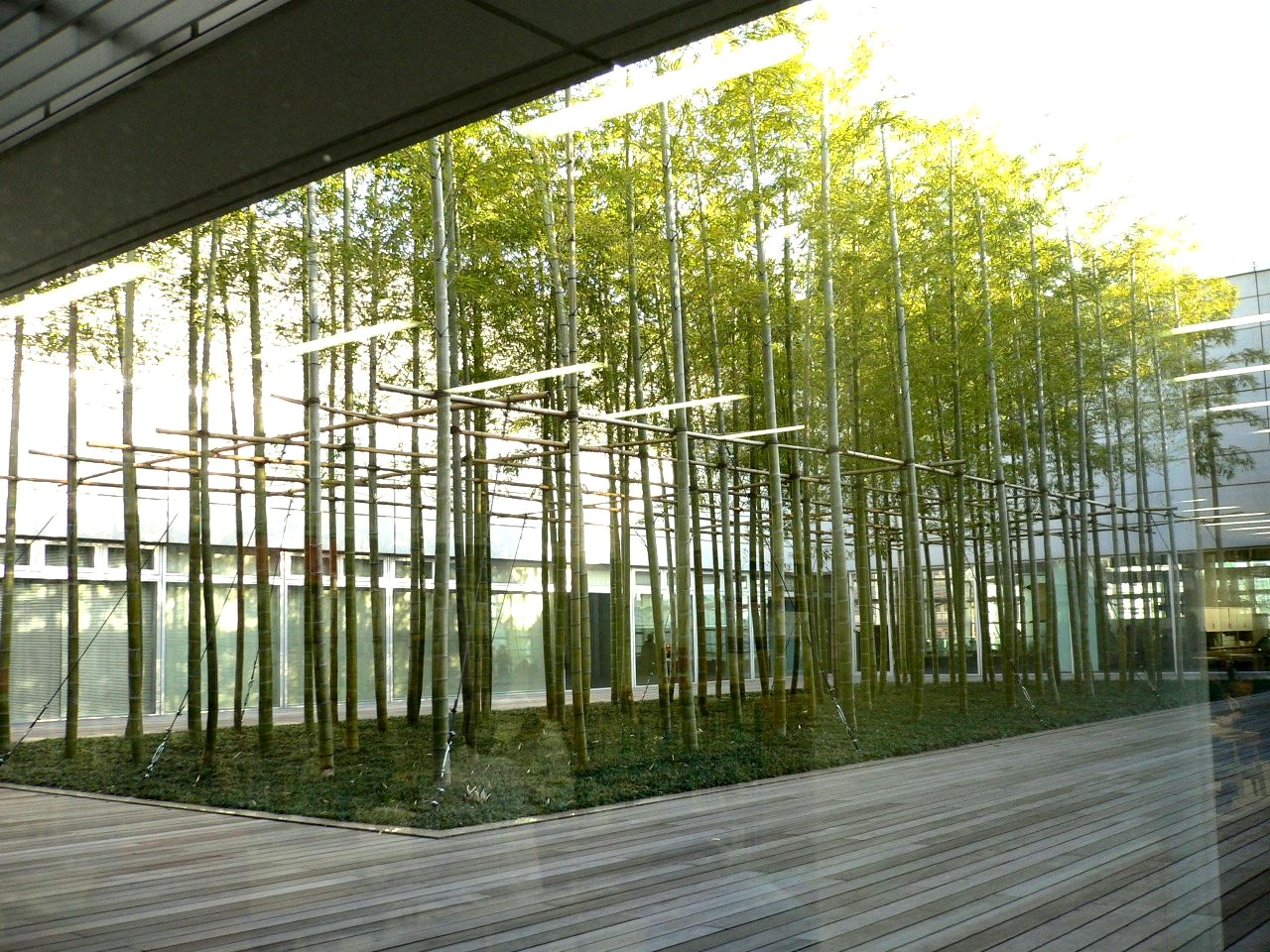
도서관에 인접한 대나무숲
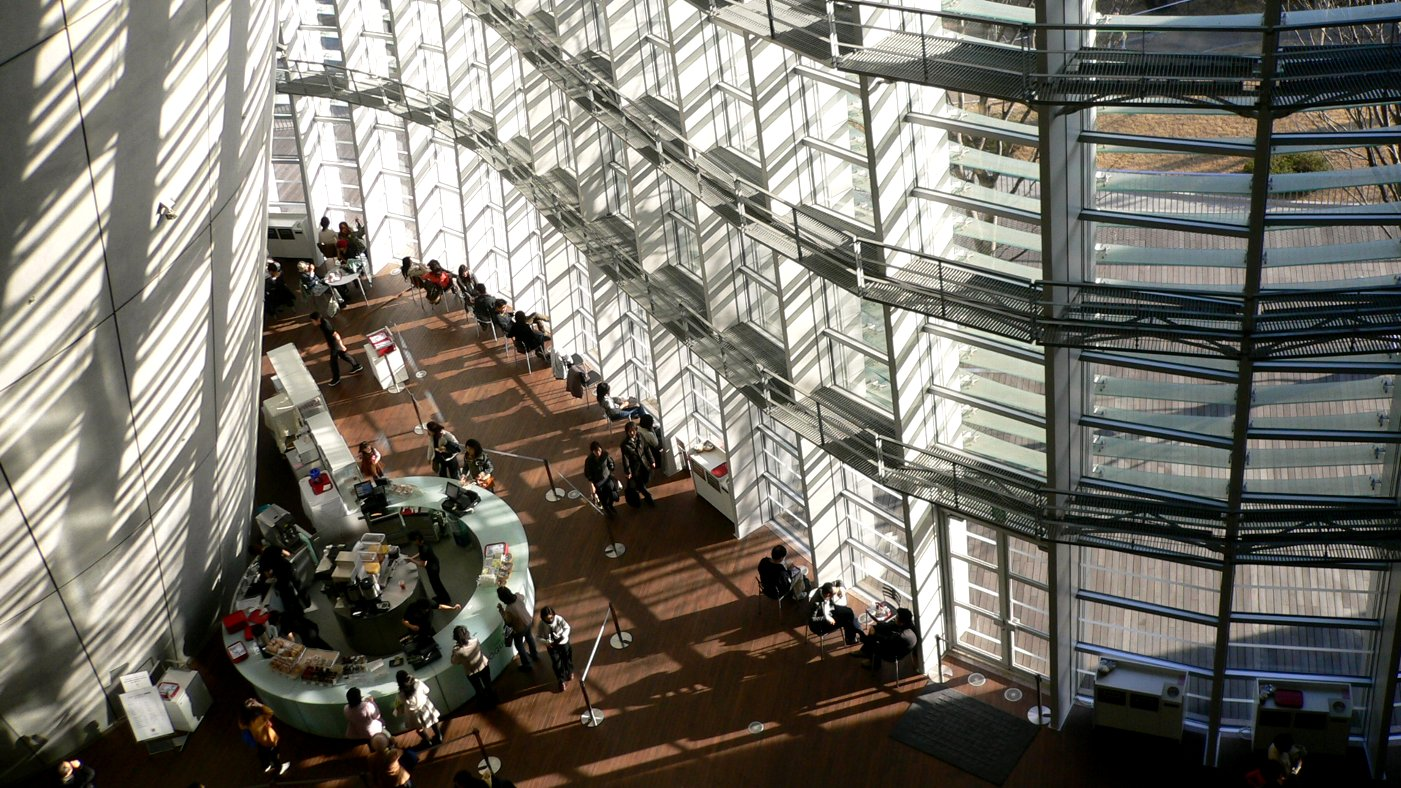
물결 모양의 유리벽
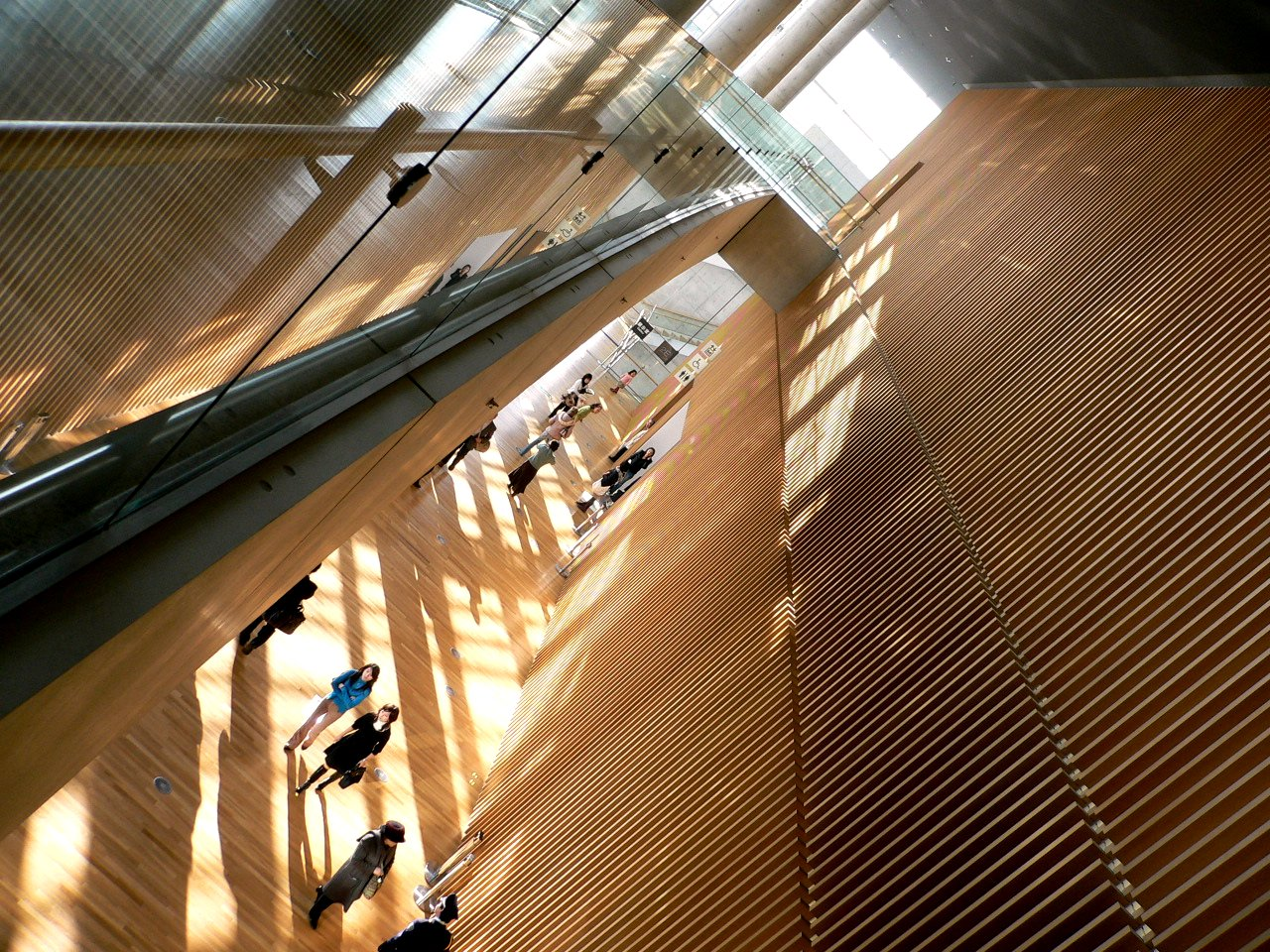
벽면에 붙여진 나무재질로 편안하고 따뜻한 분위기를 연출했다.
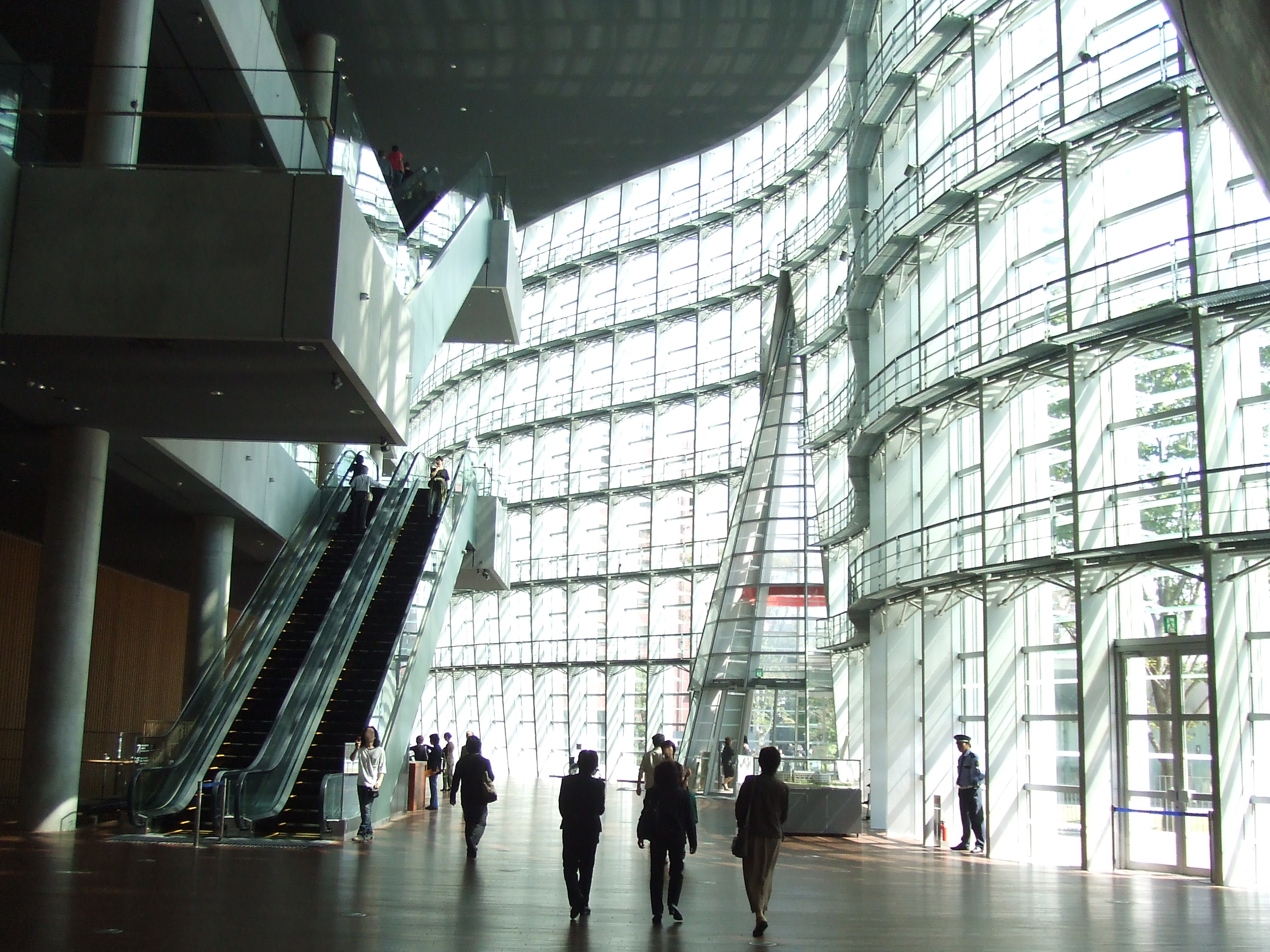
유리벽을 통한 조명
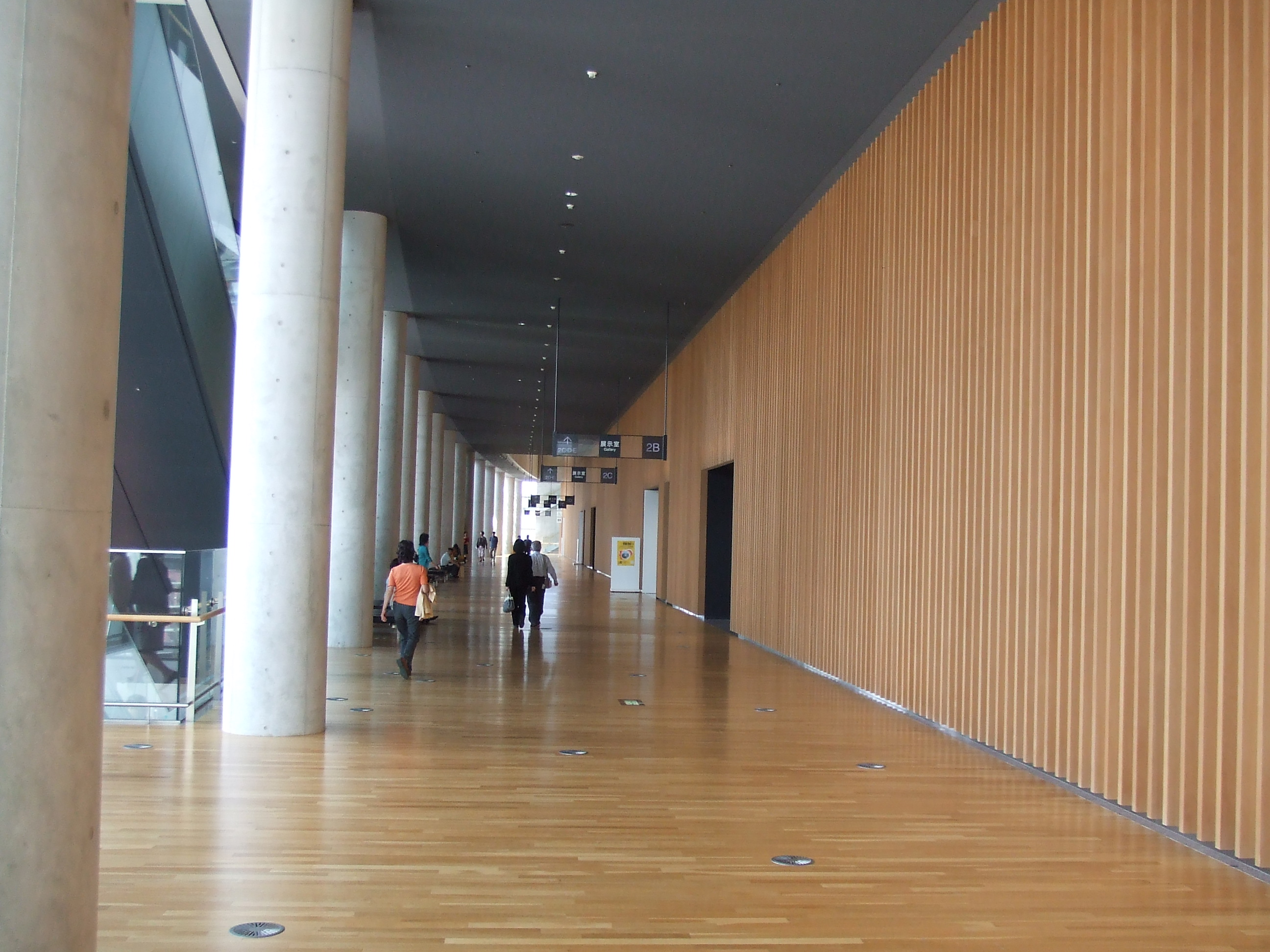
2층 복도

## 교통편
- 도쿄 메트로 치요다 선 노기자카 역과 바로 연결
- 도에이 지하철 오에도 선·도쿄 메트로 히비야 선 롯본기 역에서 도보 4분
- 수도고속도로 4호 신주쿠선 가이엔 나들목에서 가이엔히가시 도로
- 수도고속도로 도심환상선 이쿠라 나들목에서 환상 3호선

국립신미술관 인근에는 롯폰기 힐즈의 모리 미술관과 구 방위청 자리에 건설된 도쿄 미드타운의 산토리 미술관 (본관과 3관에서 롯폰기 아트 트라이앵글을 구성함), 21 21 DESIGN SIGHT, 이즈미 가든 타워의 이즈미야 박물관 분관 등 여러 박물관이 밀집해 있다.